# ジェームズ・カーネギー (第3代ファイフ公爵)

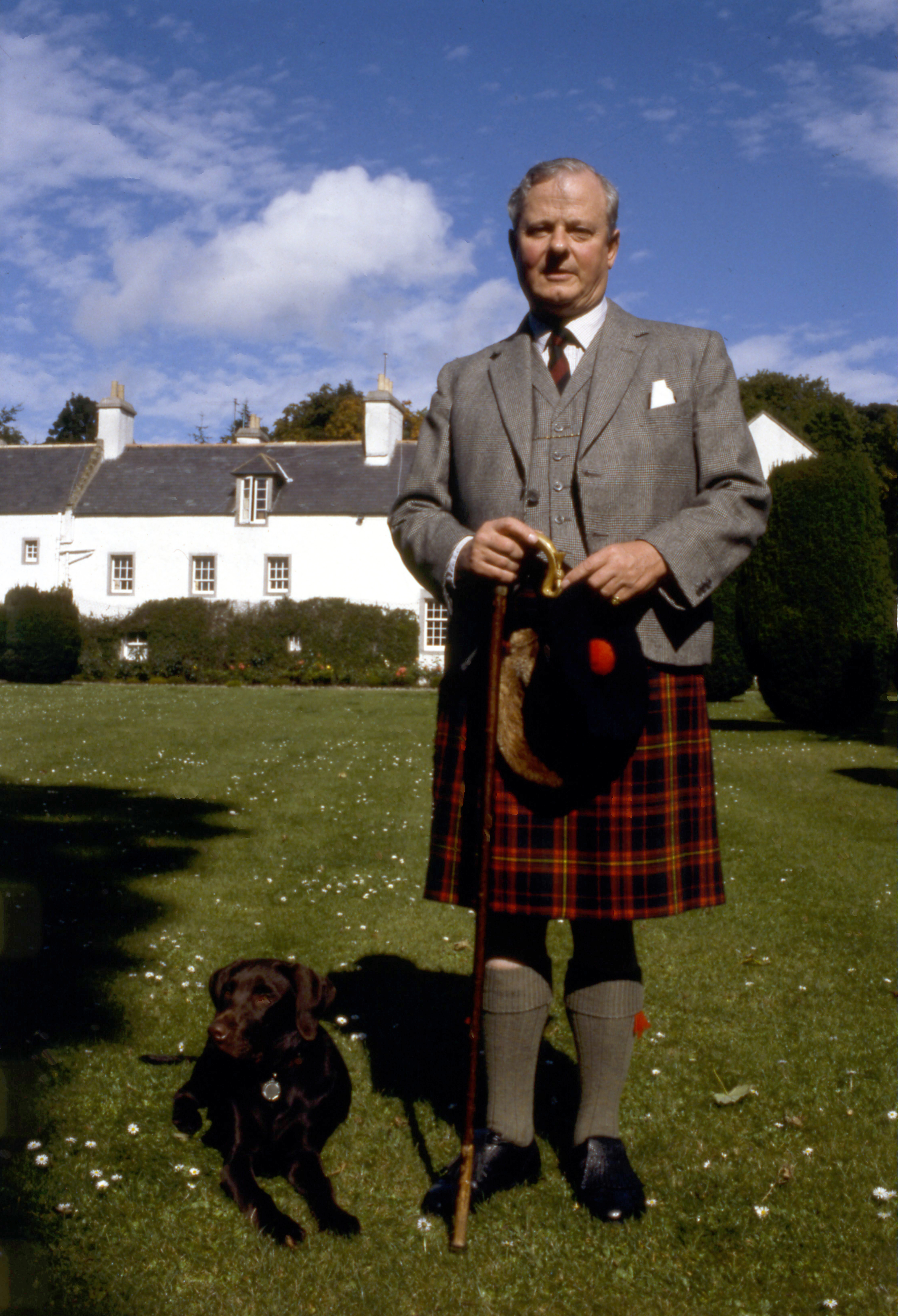
キルト姿で自宅のエルシック・ハウスの前に立つファイフ公爵、アラン・ウォーレン撮影、1984年

第3代ファイフ公爵ジェームズ・ジョージ・アレグザンダー・バナマン・カーネギー（英語: James George Alexander Bannerman Carnegie, 3rd Duke of Fife, 1929年9月23日 - 2015年6月22日）は、スコットランドの貴族、第3代ファイフ公爵。
イギリス王エドワード7世の曾孫の1人であり、エリザベス2世女王およびノルウェー王ハーラル5世の又従兄弟にあたる。現在の狭義・広義のイギリス王室の成員（ジョージ5世の直系子孫のみで構成される）と認められない人物の中では、イギリス王位継承権保有者の筆頭にあった。

## 生涯
第11代サウスエスク伯爵とその妻でイギリス王女の称号を持つモード・オブ・ファイフとの一人息子として生まれた。母モードはルイーズ王女（国王エドワード7世の長女でプリンセス・ロイヤル）と初代ファイフ公爵との間に生まれた次女にあたっており、1905年に王族の列に加えられている。
ジェームズはラドグラブ校、ゴードンスタウン校といった上流子弟向けの寄宿学校を経て、王立農業大学に学んだ。その後は、1948年から1950年にかけてスコッツガーズ連隊付近衛兵としてマラヤに駐屯した。
1959年、一人息子のコノート＝ストラサーン公アラステアに先立たれていた母方の伯母ファイフ女公爵アレクサンドラ王女が死去すると、ファイフ公爵位を襲爵した。さらに、1992年父よりサウスエスク伯爵位およびカーネギー氏族長の地位も継承した。
2015年に85歳で死去、爵位は長男デイヴィッドが相続した。

## 栄典

### 爵位
- 第3代ファイフ公爵（3rd Duke of Fife）
（1900年4月24日の勅許状による連合王国貴族爵位）
- 第9代サウスエスク伯爵（英語版）（9th Earl of Southesk）
（1633年6月22日の勅許状によるスコットランド貴族爵位）
- 第3代マクダフ伯爵（3rd Earl of Macduff）
（1900年4月24日の勅許状による連合王国貴族爵位）
- 第9代キナードのカーネギー卿（9th Lord Carnegie of Kinnaird）
（1616年4月14日の勅許状によるスコットランド貴族爵位）
- 第9代キナード、ルーチャーズのカーネギー卿（9th Lord Carnegie of Kinnaird and Leuchars）
（1633年6月22日の勅許状によるスコットランド貴族爵位）
- 第4代フォーファー州ファーネルにおけるバリナード男爵（4th Baron Balinhard, of Farnell in the County of Forfar）
（1869年12月7日の勅許状による連合王国貴族爵位）
- 第9代（キンカーディン州ピッカローの）準男爵（9th Baronet, of Pitcarrow, county of Kincardine）
（1663年2月20日の勅許状によるノヴァスコシア準男爵位）

## 家族
1956年9月11日、第3代フォーティヴィオット男爵ヘンリー・デウォーの娘キャロライン・デウォー（1934年 - ）と結婚して1男1女をもうけた。その後の1966年に離婚した。
- アレクサンドラ・カーネギー（1959年 - ） - 2001年にマーク・フレミング・エザリントンと結婚
- デイヴィッド・カーネギー（1961年 - ） - 第4代ファイフ公爵